# 비엔엑스
비엔엑스는 대한민국의 음악 그룹이다. 2023년 싱글 앨범 [On my way]로 데뷔했다.

## 음반
- On my way (2023)